# Феодосиди, Феликс Периклович
Феликс Периклович Феодосиди, иной вариант Федор Периклович Феодосиди, (греч. Θεοδοσίδη Φήλιξ; 31 июля 1933, Кисловодск, Северо-Кавказский край — 25 декабря 2022, Коктебель) — один из старейших виноделов СССР, Украины и России, заслуженный работник виноградарства и виноделия АР Крым, активист греческого общества.

## Биография
Родился 31 июля 1933 года в городе Кисловодске Ставропольского края в греческой семье.
Истоки родословной связаны с Малой Азией, с историей понтийских греков. Его предки, спасаясь от турецкого геноцида, в 1915—1916 годах перебрались в Грецию, где умер его дед. Отец Перикл Феликсович (1891—1968.) был выходцем из города Карс, мать — в девичестве Фулиди Софья Федоровна (1895—1964). Отец был образованным деловым человеком, занимал ответственные посты. В 1944 году, будучи директором хлебозавода в Кисловодске, был выслан в Георгиевск. В 1953 году был реабилитирован.
Детские и юношеские годы Феодосиди прошли в греческой семье и в греческом окружении в городе Кисловодске, где он окончил школу. После школы поступил в Прасковейский техникум виноградарства и виноделия, который окончил в 1954 году. По окончании техникума работал в винном производстве «Суворовский-Бештау» в Ставропольском крае и в совхозе-заводе «Феодосийский» — технологом, виноделом, начальником цеха, заведующим производством.
С 1965 года работает в совхозе-заводе «Коктебель» на посту начальника цеха первичного виноделия, а с апреля 1969 — главным инженером — виноделом. В 1976 окончил Крымский сельскохозяйственный институт.
Ушёл из жизни 25.12.2022 г.

## Вина и коньяки выведенные при участии Ф. Феодосиди
При непосредственном участии Феодосиди созданы новые марки вин и коньяков: Алиготе «Коктебель», Каберне «Коктебель», Ркацители «Коктебель», Шардоне «Коктебель», Мадера «Коктебель», Портвейн белый «Коктебель», Портвейн красный «Коктебель», Кара-Даг, Талисман, Мускат «Коктебель», Бастардо «Киммерии», Пино-фран «Коктебель», Мускат «Кара-Даг», Мускат оттонель «Коктебель», коньяк «Коктебель», коньяк «Крым», коньяк «Кутузов».

## Признание и награды
- Медаль «Ветеран труда»;
- Медаль «За доблестный труд. В ознаменование 100-летия со дня рождения В. И. Ленина»;
- Орден «За заслуги» III степени;
- Медаль, в связи с празднованием 15-й годовщины Независимости Украины;
- Заслуженный работник виноградарства и виноделия Автономной Республики Крым;
- Член жюри Международных дегустаций Союза виноделов Автономной Республики Крым[2].